# Калењице
Калењице (чеш. Kalenice) је насељено мјесто са административним статусом сеоске општине (чеш. obec) у округу Стракоњице, у Јужночешком крају, Чешка Република.

## Становништво
Према подацима о броју становника из 2014. године насеље је имало 94 становника.